# Élise Huillery
Élise Huillery est une économiste française. Professeure d'économie à l'Université Paris-Dauphine et Science Po, elle évolue dans plusieurs domaines économiques : l'économie du développement, l'économie de l'éducation, et l'histoire de l'économie. Elle se fait remarquer pour son travail sur l'analyse économique de la colonisation française de l'Afrique,. 

## Biographie

### Formation
Au lycée, Élise Huillery lance, avec un groupe d'amis, plusieurs projets de bénévolat qui la conduisent à des réflexions sur l'aide humanitaire. Cela oriente son parcours vers l'économie du développement, spécifiquement sa décision de comprendre comment l'aide humanitaire est distribuée et avec quels objectifs. Elle se forme ensuite à l'Université Paris-Sorbonne et HEC Paris, puis obtient un doctorat de l'École d’économie de Paris. 

### Carrière universitaire
Sa thèse de fin d'étude à l'École d’économie de Paris porte sur les colonies françaises d'Afrique de l'Ouest. Intitulée « Histoire coloniale, développement et inégalités dans l'ancienne Afrique occidentale française » et supervisée par Denis Cogneau et Thomas Piketty, elle a été présentée en novembre 2008. Elle a aussi bénéficié du soutien d'Esther Duflo lors de ses travaux de thèse. 
Une des conclusions importantes retenues dans sa thèse porte sur la très petite part des recettes fiscales que la France avait alors affectée aux colonies, mettant par cela à mal la thèse de l'effet bénéfique de la colonisation sur les pays colonisés,. Après avoir obtenu son doctorat, et toujours en collaboration avec Denis Cogneau, Élise Huillery a étendu ses travaux de recherches à d'autres colonies françaises, notamment l'Indochine.
Elle s'est investie auprès du programme Énergie Jeune, qui a pour but d'encourager les jeunes issus des classes défavorisées à poursuivre des études et à sortir du cycle de l'auto-élimination.
Elle est affiliée à plusieurs laboratoires et instituts de recherche :
- J-PAL, basé à Cambridge (Massachusetts), un réseau de chercheurs en économie qui se consacre à l'étude des politiques sociales de lutte contre la pauvreté[7]
- Laboratoire Interdisciplinaire d'Evaluation des Politiques Publiques de Sciences Po
- European Development Research Network (EUDN)

Elle a été finaliste pour le Prix du meilleur jeune économiste de France en 2014, qui a finalement été attribué à Augustin Landier.
Élise Huillery intervient fréquemment dans plusieurs émissions de radio et podcasts, notamment « l'Économie en questions » et « les carnets de l'économie » sur France Culture. Elle a aussi fait partie de la sélection de scientifiques présentée par la journaliste Lauren Bastide dans l'émission « Les Savantes » sur France Inter.